# Chevrolet El Camino
 (Mars 2023).
Le contenu est difficilement compréhensible vu les erreurs de traduction, qui sont peut-être dues à l'utilisation d'un logiciel de traduction automatique.
La Chevrolet El Camino est une automobile créée par Chevrolet en 1959. Il s'agit d'une berline traditionnelle dont la partie arrière est transformée en pick-up. Son nom signifie « le chemin » en espagnol.
Cinq générations différentes de la Chevrolet El Camino ont été développées entre 1959 et 1987.

## Histoire

### Origines
Ford Australie a été la première entreprise à produire un utilitaire coupé, à la suite d'une lettre de 1932 de la femme d'un fermier de Victoria, en Australie, demandant "un véhicule pour aller à l'église un dimanche et qui peut transporter nos porcs au marché le lundi". Le concepteur de Ford, Lew Bandt, a développé une solution appropriée et le premier modèle utilitaire coupé a été lancé en 1934. Bandt a ensuite dirigé le département de conception avancée de Ford, responsable de l'ingénierie de carrosserie des utilitaires Ford Falcon séries XP, XT, XW et XA. La filiale australienne de General Motors, Holden, a également produit un coupé utilitaire Chevrolet en 1935, Studebaker a produit le Coupé Express de 1937 à 1939. Le style de carrosserie n'est pas réapparu sur le marché américain avant la sortie du Ford Ranchero de 1957.
L'utilitaire coupé et l'utilitaire roadster, similaire mais avec un toit ouvert, ont continué d'être produit, mais l'amélioration de l'économie du milieu à la fin des années 1930 et le désir d'améliorer le confort ont vu les ventes de l'utilitaire coupé augmenter au détriment de l'utilitaire roadster jusqu'en 1939, ce dernier n'était rien d'autre qu'un souvenir qui s'estompait.
L'introduction en milieu 1955 du pick-up Cameo Carrier de Chevrolet a ouvert la voie à l'El Camino. Bien qu'il s'agisse d'une variante du modèle pick-up léger Task Force de Chevrolet, le Cameo offrait un éventail de caractéristiques de type voiture, notamment un style voiture de tourisme, des ailes arrière en fibre de verre, de la peinture bicolore, un intérieur relativement luxueux, ainsi qu'en option un moteur V8, la transmission automatique et l'assistance électrique. Comme toujours, il y avait une version GMC offerte à la même époque, appelée GMC Suburban avec les mêmes caractéristiques que celles proposées sur le Chevrolet. En 1957, une version spéciale a été faite pour le GMC pour être montré dans les salons automobiles nationaux appelé le Palomino, qui avait un moteur V8 Pontiac 347 (5,7 L), emprunté à la Star Chief de 1957.
D'autres producteurs de pick-ups, dont Dodge, Ford, Studebaker et International, ont commencé à offrir des bennes de chargement à bords affleurants sur certains de leurs modèles de 1957, tels que le Dodge C Series et le Studebaker E-series Deluxe. Cependant, Ford a également présenté le Ranchero de 1957 et a créé un nouveau segment de marché sur le marché américain, l'utilitaire coupé, basé sur une plate-forme de voiture de tourisme. En 1959, Chevrolet a répondu avec l'El Camino pour rivaliser avec le Ranchero full-size de Ford. Les El Camino et Ranchero d'origine ne rivaliseraient directement que dans l'année modèle 1959.

### Première génération (1959-1960)

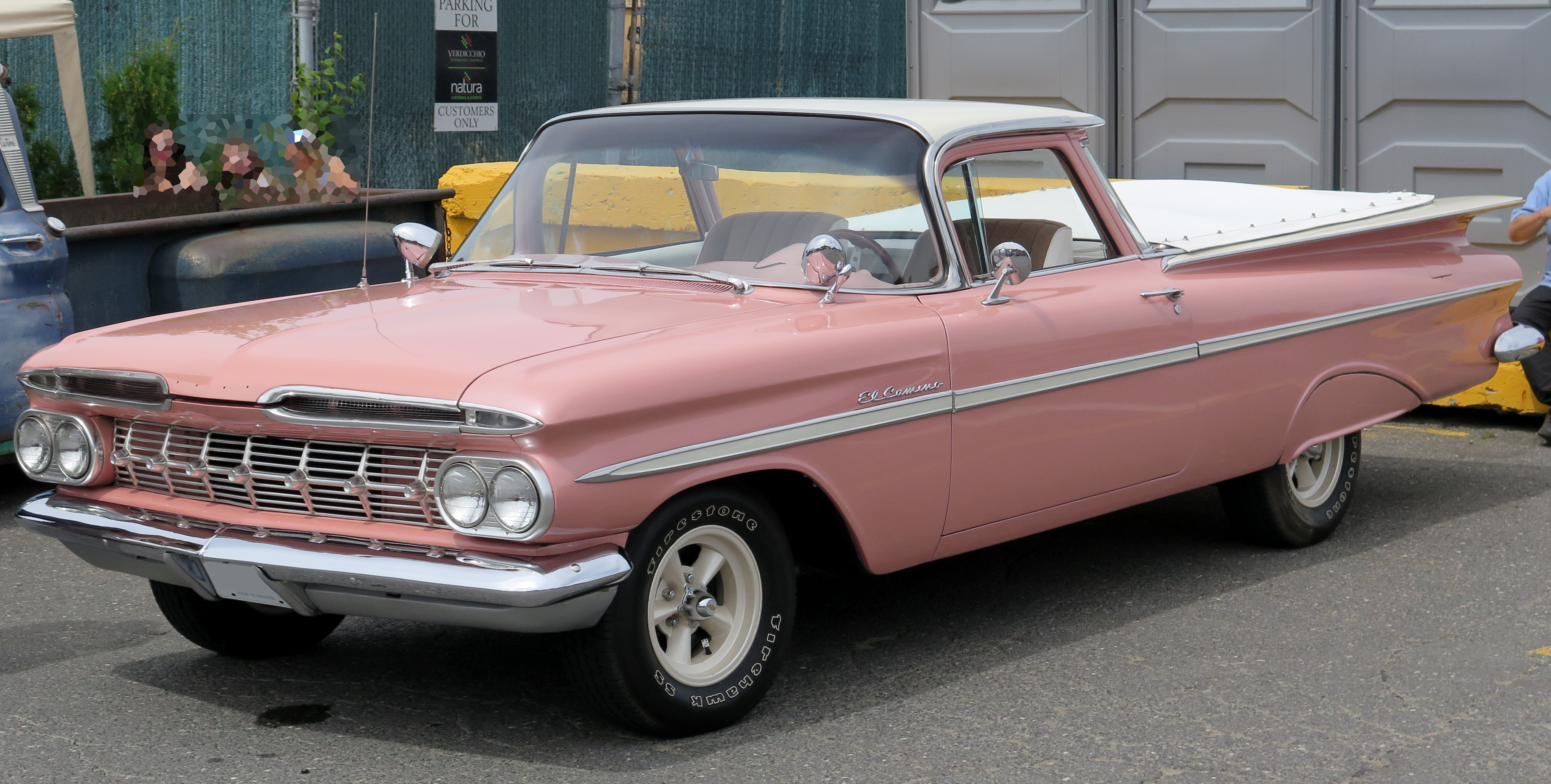
El Camino de première génération, modèle 1959.

L'El Camino a été présenté pour l'année modèle 1959 deux ans après le Ford Ranchero. Selon le styliste Chevrolet, Chuck Jordan, Harley Earl de GM avait suggéré un pick-up coupé en 1952.
Comme le Ranchero, il était basé sur une plate-forme existante et modifiée, celle du nouveau break deux portes Brookwood de 1959, lui-même basé sur la plate-forme de la Chevrolet full-size entièrement repensée, plus longue, plus basse et plus large. Très stylisé, il s'est d'abord vendu 50% plus rapidement que le Ranchero, plus conservateur, de 22 000 à 14 000.
Contrairement au break Brookwood et à la variante berline de livraison, l'El Camino était disponible avec n'importe quelle transmission Chevrolet full-size. Il est venu dans un seul niveau de finition, son extérieur utilisant la garniture de la Bel Air de milieu de gamme, et l'intérieur de la Biscayne bas de gamme. Son châssis comportait un châssis en X «Safety-Girder» et une suspension complète, tous deux introduits dans l'année modèle 1958. L'empattement de 3 023 mm était plus long de 38 mm, et la longueur totale de toutes les Chevrolets de 1959 allait jusqu'à (5 357 mm. La capacité de charge utile de l'El Camino allait de 295 à 520 kg, avec des poids bruts du véhicule allant de 2 000 à 2 200 kg selon le groupe motopropulseur et la suspension. La suspension de voiture de tourisme, quelque peu souple, du modèle de base laissé le niveau du véhicule à la même hauteur avec ou sans charge, contrairement au Ranchero, où les ressorts arrière robustes standard de 500 kg leur donnaient une inclinaison distincte lorsqu'ils étaient vides. L'option excentrique suspension Level Air, dans sa deuxième et dernière année, été répertoriée comme disponible, mais n'a presque jamais été vue sur aucun modèle Chevrolet, encore moins sur un El Camino. L'El Camino de 1959 a été promu comme le premier pick-up Chevrolet construit avec un plancher de benne en acier au lieu de bois. Le sol était un insert en tôle ondulée, fixé avec 26 boulons encastrés. Caché en dessous se trouvait le plancher du break deux portes Brookwood, complet avec puits pour les pieds. La capacité de la boite était de près de 930 dm3.
Parmi les moteurs de performance offerts, il y avait un V8 Turbo-Fire avec une carburation à deux ou quatre corps, plusieurs V8 Turbo-Thrust avec des carburateurs à quatre ou triples corps produisant 340 ch (250 kW) et des V8 Ramjet à injection de carburant de 253 et 294 ch (186 et 216 kW).
Le magazine Hot Rod a effectué un essai d'un El Camino équipé de la combinaison de groupe motopropulseur la plus chaude disponible au début de 1959 : un V8 348 de 319 ch (235 kW), à trois carburateurs et à hayon solide couplé à une transmission quatre vitesses. Les testeurs ont enregistré des temps de 0 à 97 km/h d'environ sept secondes, une vitesse de pointe estimée à 210 km/h et prédit des performances de 14 secondes à 161 km/h avec l'installation d'un rapport d'essieu arrière adapté aux courses de dragsters.
Au total, 22 246 El Camino ont été produits pour 1959. Cela a dépassé le nombre des 21 706 Ranchero de première année fabriqués en 1957 et les 14 169 pick-ups basés sur des berlines Ford construits pour une compétition directe pour l'année-modèle 1959. Mais 1960 serait une autre histoire.

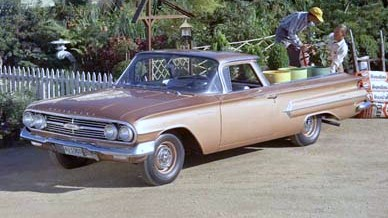
El Camino de 1960.

Le modèle similaire mais moins flamboyant de 1960 commencés à 2 366 $ pour le modèle six cylindres; 107 $ supplémentaire pour le V8 283 à deux corps. À première vue, l'extérieur avait encore une fois le look de la Bel Air, avec l'appliqué "jet" en métal brillant de cette série et la moulure arrière étroite pour accentuer les quarts arrière. À l'intérieur, les arrangements des Biscayne/Brookwood ont également persisté. Le siège était maintenant recouvert d'un tissu à rayures avec des revêtements en vinyle. Les nuances disponibles pour les garnitures intérieures étaient à nouveau grises, bleues et vertes. Les revêtements de sol étaient en vinyle de ton moyen. La disponibilité du groupe motopropulseur de la mi-1959 a été reportée avec des changements minimes pour 1960: le V8 de base a été un peu désaccordé pour l'économie de carburant et était maintenant évalué à 172 ch (127 kW, et les moteurs à injection de carburant avaient officiellement disparu.
Les commandes ont chuté d'un tiers, à seulement 14 163, à tel point que Chevrolet a abandonné le modèle; Pendant ce temps, Ford a déplacé 21 027 Ranchero, qui étaient désormais basés sur la toute nouvelle Falcon compact. Ces pick-ups, basés sur des berlines américaines, pionnirs ne se sont tout simplement pas connectées avec suffisamment d'Américains acheteurs de voitures. Peut-être que ces premiers «croisements» ne pouvaient transportaient assez de passagers; à une époque où les familles des baby-boomers dominaient le marché, trois d'entre elles étaient les meilleures qu'elles pouvaient offrir. Le volume de chargement était maigre par rapport aux pick-ups. Les efforts de compensation et de commercialisation de bas niveau axés presque exclusivement sur les clients commerciaux ont peut-être également freiné les ventes.
Modèle ressemblant davantage à un pick-up abaissé qu'à un véritable hybride. Le derrière a des ailes de mouettes comme la plupart des autres modèles Chevrolet et Cadillac de l'époque.
Jaloux du succès du Ford Ranchero, General Motors se lance à son tour dans le prototype de voiture-camion. On se sert de la plate-forme de l’Impala et le tour est joué, El Camino nait en 1959 avec, mine de rien, deux années de retard sur l’instigateur. Les fonctionnalités mélangées au style font bonne recette: on garde la touche farouche si réussie de l’Impala entre l’avant, les ailes, les yeux de chats servant de phares et on y ajoute une caisse aux capacités impressionnantes. Celles-ci ravissent rapidement commerçants, agriculteurs et entrepreneurs
La voiture américaine aménagée, c’est l’apparition du pick-up dans toute sa splendeur même si l’histoire en 1936 a voulu un précurseur coupé Chevrolet qui était équipé d’une caisse. La production du El Camino est plus dense, plus de 22 000 exemplaires sortent des usines la première année. Son succès est non seulement l’œuvre des stylistes de l’Impala mais également celle des ingénieurs moteurs de chez Chevrolet qui se sont appliqués à lui ajuster des motorisations de génie. En effet, le panel de moulins est édifiant, le client a un choix selon son budget allant du simple six cylindres en ligne au puissant V8 de 319 ch (235 kW).
En 1961, 1962 et 1963 les El Camino cédèrent leur place aux Chevrolet Corvair à cabine avancée.

### Deuxième génération (1964-1967)

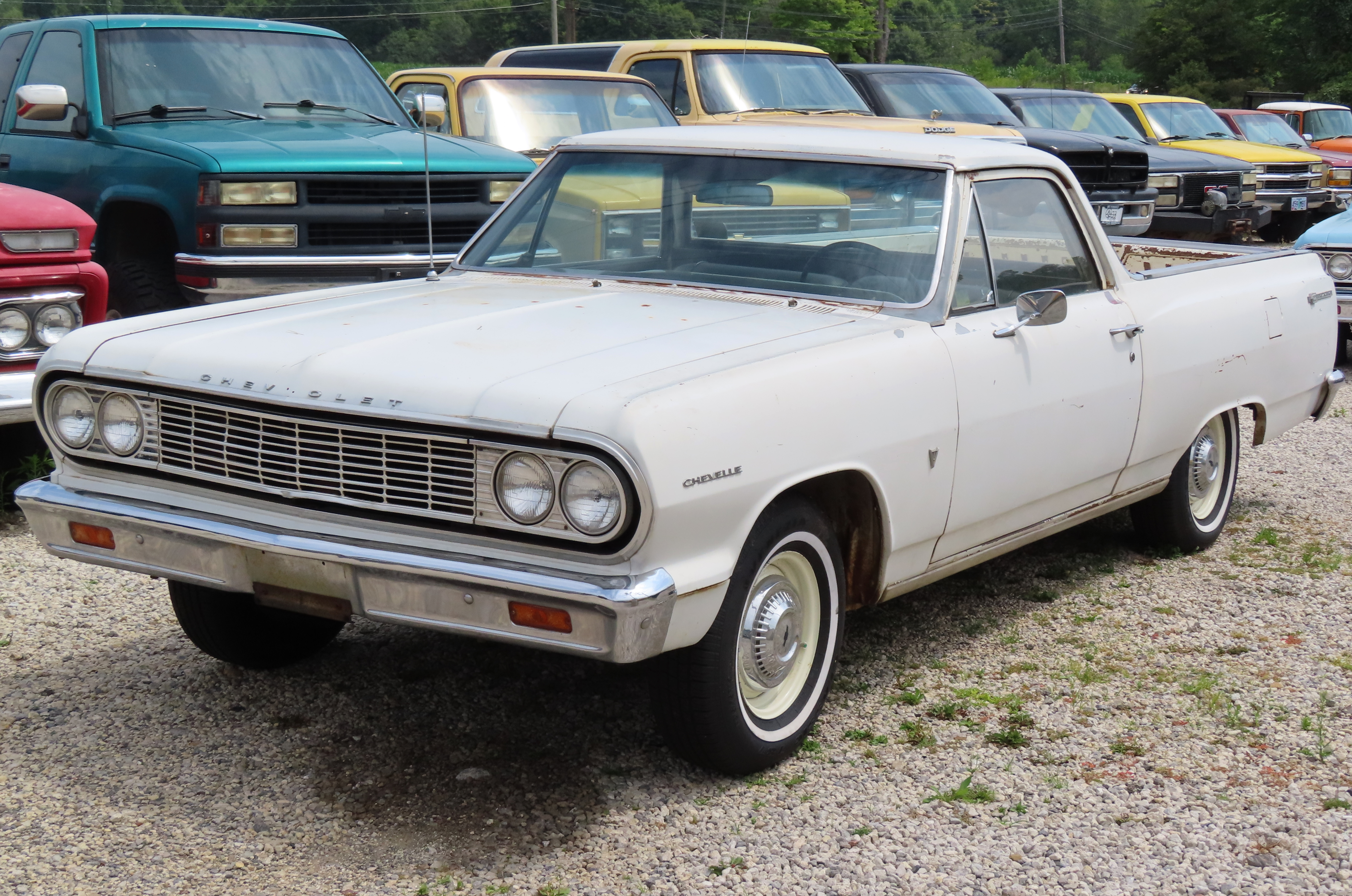
El Camino de deuxième génération, modèle 1964.

Chevrolet a réintroduit un tout nouveau El Camino de taille moyenne quatre ans plus tard, basé sur la Chevrolet Chevelle. Le modèle de 1964 était similaire à la familiale à deux portes Chevelle de l'avant jusqu'aux montants B et portait à la fois des badges "Chevelle" et "El Camino", mais Chevrolet commercialisé le véhicule en tant que modèle utilitaire et les moteurs les plus puissants de la Chevelle n'étaient pas disponibles. Les offres initiales de moteurs comprenaient des moteurs six cylindres de 3 179 et 3 769 cm3 avec des puissances de 122 et 157 ch (89 et 116 kW), respectivement. Le V8 standard était un petit bloc Chevrolet de 4 638 cm3 avec carburateur à deux corps et 198 ch (145 kW) avec des moteurs en option, dont un moteur 283 de 223 ch (164 kW) avec carburateur à quatre corps et doubles échappements. Au cours de l'année-modèle 1964, la liste d'options de l'El Camino été l'ajout de deux versions du V8 petit bloc de 5 359 cm3 de 253 et 304 ch (186 et 224 kW), ce dernier présentant un taux de compression plus élevé de 10,5:1, un carburateur à quatre corps plus grand et un double échappement. Les El Camino comportait également des amortisseurs Air à l'arrière, ainsi que des cadres entièrement caissonnés. Les amortisseurs se sont poursuivis sur toutes les générations, les cadres seulement jusqu'en 1967.
Modèle à la croisée des chemins entre le pick-up des années 1959 - 1960 et le muscle-car des années 1970. Les formes sont très carrées comparées aux modèles précédents et futurs.

#### 1965

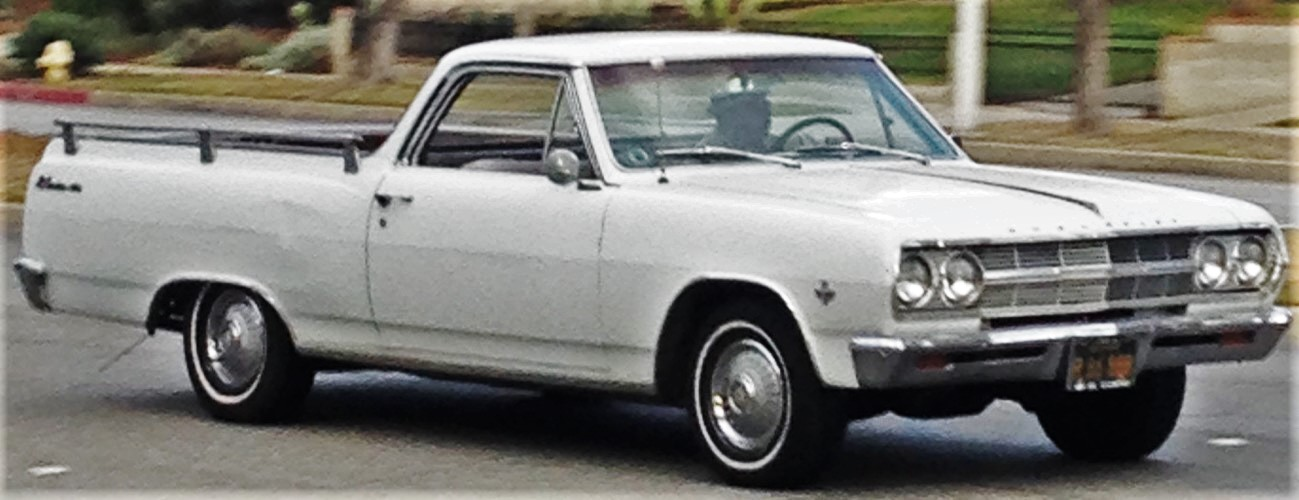
El Camino modèle 1965.

L'El Camino de 1965 a reçu le même lifting que la Chevelle de '65, avec une extrémité avant en V plus prononcée et une version plus performante du moteur L79 327 de 355 ch (261 kW) qui étaient également disponibles aux Chevelle. La plupart des autres moteurs été reportés de 1964, y compris les six cylindres Turbo Thrift de 194 et 3 769 cm3, le V8 Turbo-Fire de 4 638 cm3 de 198 ch (145 kW) et les V8 Turbo-Fire de 5 359 cm3 de 253 et 304 ch (186 et 224 kW).

#### 1966

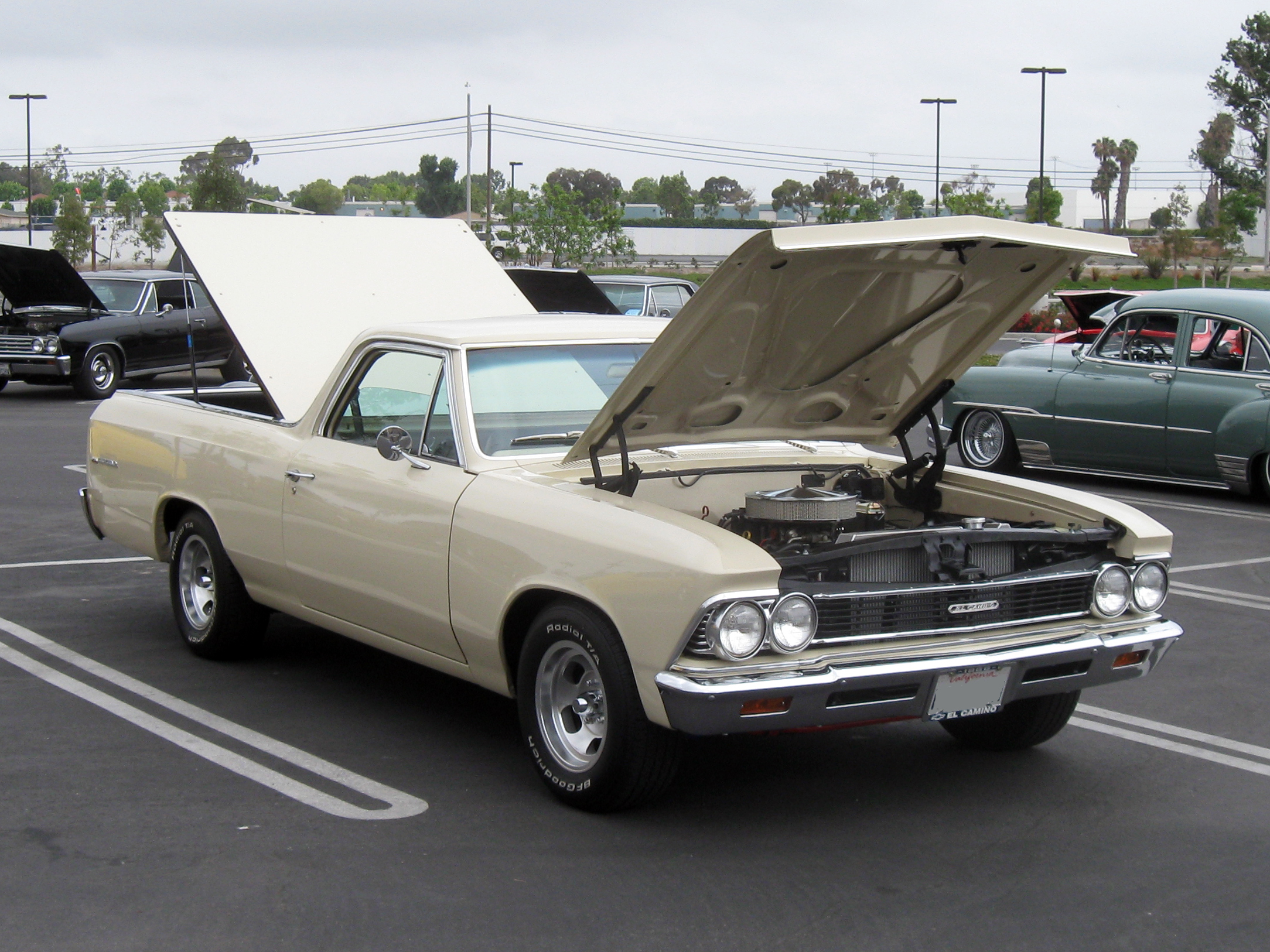
El Camino de deuxième génération, modèle 1966.

En 1966, GM a ajouté un moteur V8 de 6,5 L de 330 à 380 ch (242 à 280 kW) à la gamme. Le moteur 327 de 1965 pouvait atteindre un minimum de 15 secondes pour le quart de mile (402 m) (à environ 145 km/h), tandis que les modèles de 1966 à 1969 étaient facilement entre le milieu et le haut des 14 secondes. La nouvelle tôlerie met en valeur l'El Camino de 1966, identique à la Chevelle. Un nouveau tableau de bord avec compteur de vitesse à balayage horizontal été présenté. À l'intérieur, la version standard comportait un intérieur avec banquette et tapis de sol en caoutchouc de la série Chevelle 300 bas de gamme, tandis que le Custom utilisait l'intérieur plus haut de gamme de la Chevelle Malibu avec des banquettes plus confortables en tissu et vinyle ou tout vinyle et moquette profonde torsadé, ou le Strato optionnel avec sièges pivotants et console baquets. Un tachymètre était facultatif.

#### 1967

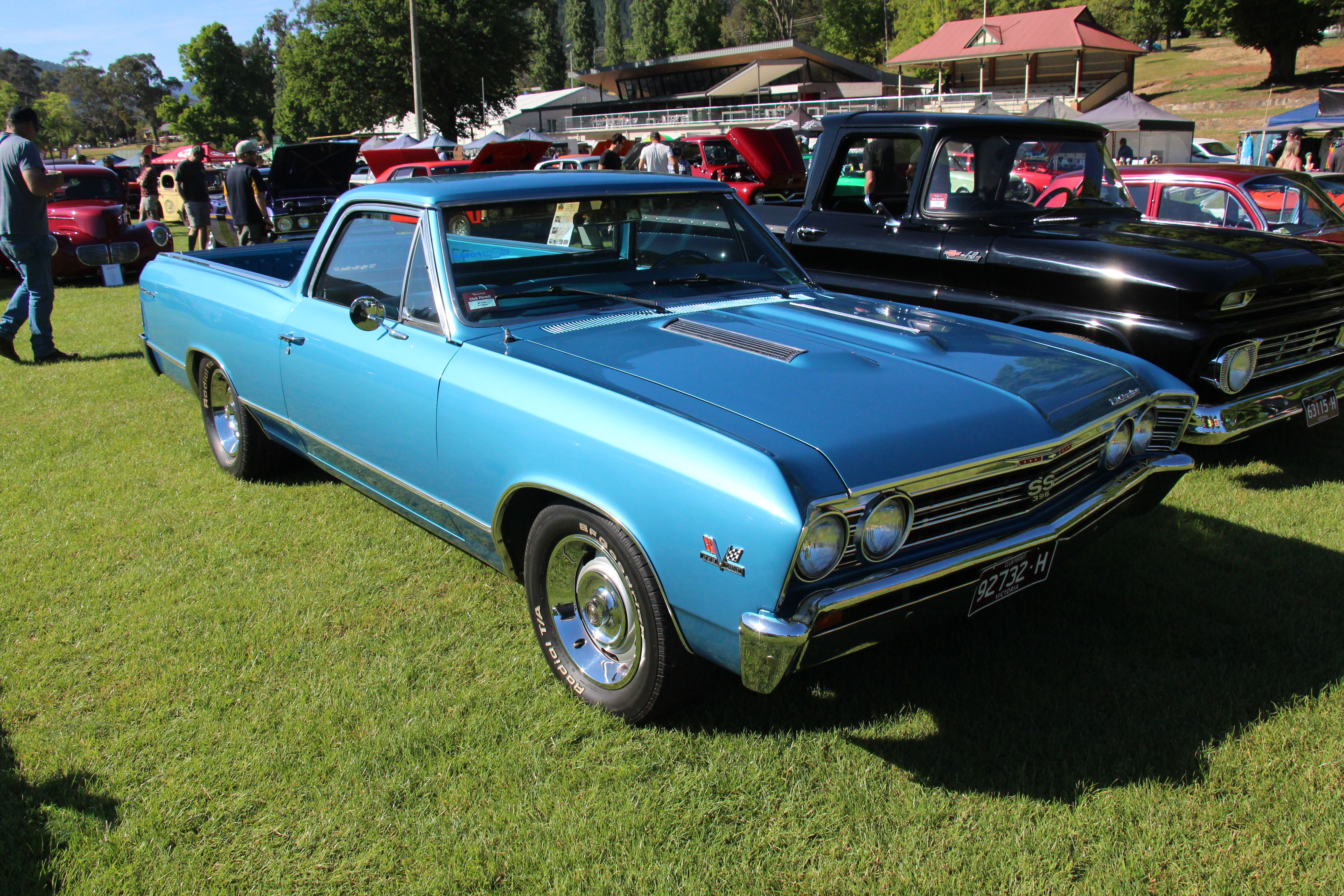
El Camino modèle 1967.

L'El Camino de 1967 a suivi le lifting de la Chevelle avec une nouvelle calandre, un nouveau pare-chocs avant et une nouvelle garniture. Les amortisseurs pneumatiques sont restés un équipement standard sur l'El Camino, permettant au conducteur de compenser la charge. L'année modèle 1967 a également apporté la colonne de direction pliable, les options de freins à disque et la transmission automatique Turbo Hydramatic 400 à 3 vitesses. C'était la deuxième année que les moteurs (L35, L34 et L78) 396 pouvaient être possédées avec l'El Camino (à la fois 13 480 300 Deluxe de base et 13 680 séries Malibu). Étant donné que le moteur L35 396 de 330 ch (242 kW) était la base du moteur série SS396, le nombre de moteurs L35 déclarés vendus par Chevrolet en 1967 (2 565) ont été vendus dans l'une des deux séries d'El Camino, qui étaient les seules autres séries dans lesquelles le moteur pouvait être commandé. Étant donné que les moteurs L34 (355 ch (261 kW)) et L78 (380 ch (280 kW)) étaient disponibles dans la série El Camino ainsi que dans les deux styles de carrosserie SS396, il n'y a aucun moyen de savoir combien de ces moteurs en option sont allés à quel style de carrosserie. Chevrolet rapporte que 17 176 moteurs L34 et 612 moteurs L78 ont été vendus en Chevelle de 1967, mais il n'y a pas de détail des styles de carrosserie. La transmission automatique à 3 vitesses TH400 était désormais disponible en option (RPO M40) avec le moteur 396 de la série SS396 et des El Camino équipé de moteur 396. La transmission manuelle à 3 vitesses est restée la transmission standard à toute épreuve (RPO M13) également disponible avec la transmission Powerglide à 2 vitesses et les transmissions à 4 vitesse à grand rapport M20 ou à rapport étroit M21. Bien qu'il n'y ait eu aucune véritable El Camino Super Sport d'usine jusqu'en 1968, de nombreux propriétaires ont "cloné" des SS396 de '67 en utilisant des badges et des garnitures de Chevelle SS396 de 1967.

### Troisième génération (1968-1972)

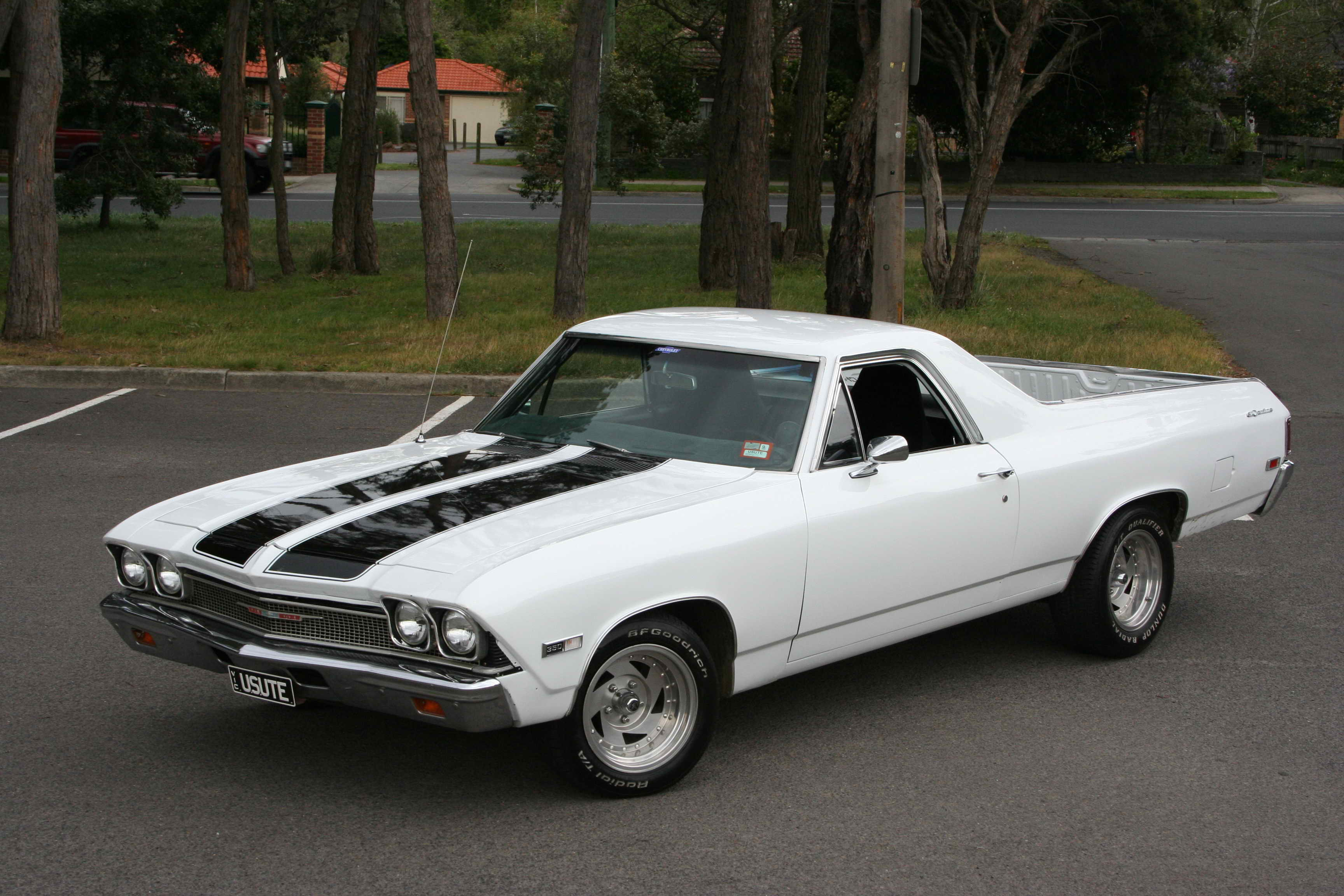
El Camino de troisième génération, modèle 1968.

Chevrolet a présenté un El Camino plus long en 1968, basé sur l'empattement des breaks/berline à quatre portes Chevelle 2 946 mm, longueur totale : 5 283 mm; il partage également les garnitures extérieures et intérieures de la Chevelle Malibu. L'intérieur a été remanié, y compris les banquettes en tissu et en vinyle ou tout en vinyle et la moquette à torsion profonde. Les sièges baquets Strato tout en vinyle et la console centrale étaient une option de 111 $. Les freins à disque avant et la Positraction étaient en option. Une nouvelle version haute performance Super Sport SS396 a été lancée. Le moteur Turbo-Jet 396 était proposé en versions 330 ch (242 kW) ou 355 ch (261 kW). Le moteur L78 de 380 ch (280 kW) revient pour la première fois depuis fin 1966 sur la liste des options officielles. Il avait des poussoirs solides, des têtes à gros orifices et un quatre cylindres Holley de 800 cfm sur un collecteur en aluminium de faible hauteur. Une transmission manuelle à trois vitesses était standard avec tous les moteurs, et une transmission manuelle ou automatique quatre vitesses était facultatif. En 1968, le SS était un modèle distinct (le "SS-396").

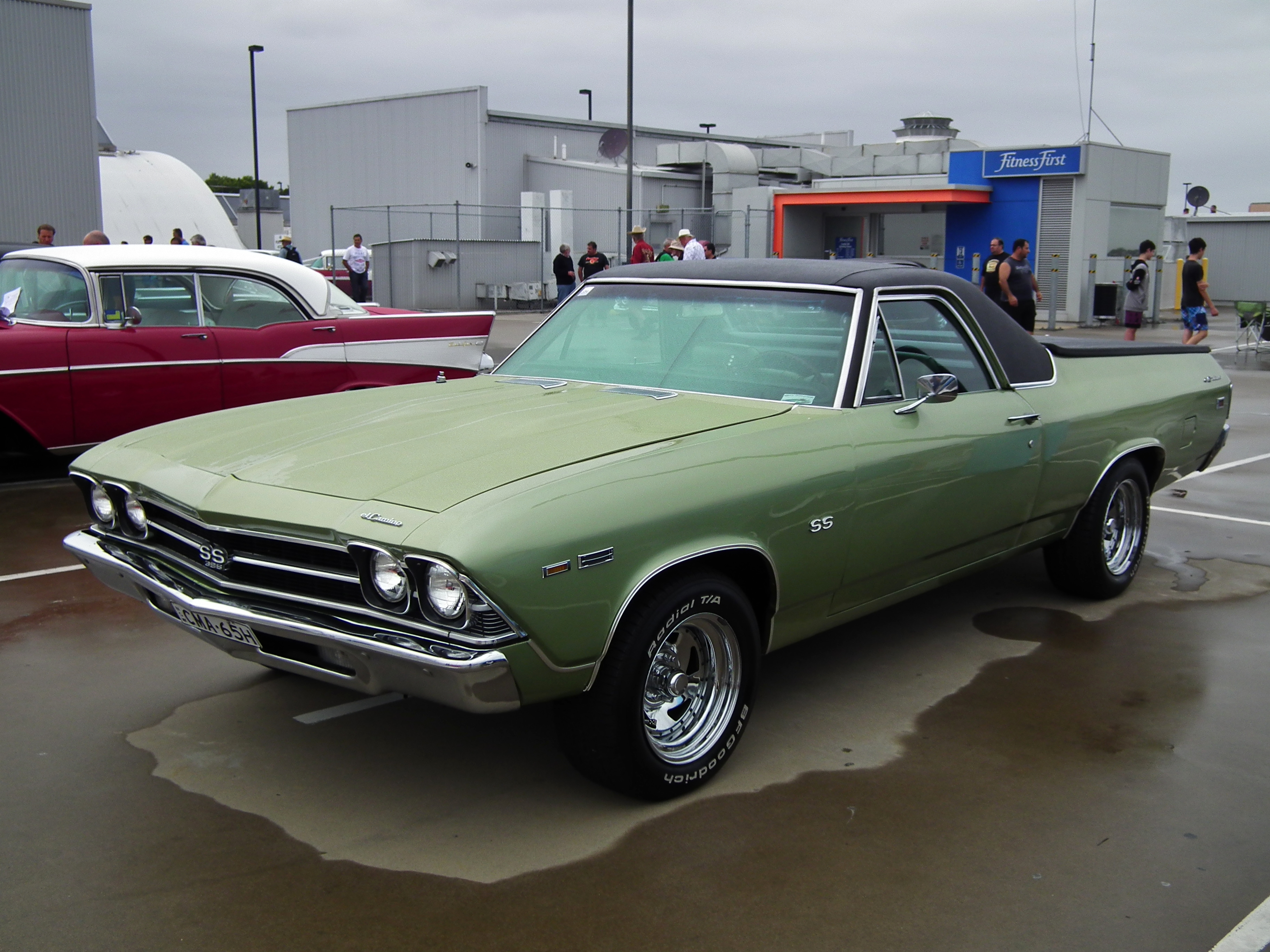
El Camino, modèle 1969.

Les modèles de 1969 n'ont montré que des changements mineurs, entraînés par un style avant plus arrondi. Une seule barre chromée connectait les quadruples phares et un pare-chocs à fentes maintenait les feux de stationnement. De nouvelles cosses d'instruments rondes ont remplacé l'ancienne disposition linéaire. Pour la première fois, le moteur V8 Chevrolet 350 a été utilisé dans un El Camino. La finition Super Sport comprenait un V8 de 6 489 cm3 de 269 ou 330 ch (198 ou 242 kW) sous un capot à double dôme, ainsi qu'une calandre occultante affichant un emblème SS. Des éditions plus puissantes du moteur 396, développant 355 ou 380 ch (261 ou 280 kW) étaient également sur la liste des options. Les options comprenaient des vitres et des serrures électriques. Curieusement, les feux de recul sont passés du pare-chocs arrière au hayon, où ils étaient inefficaces lorsque le coffre était abaissé.

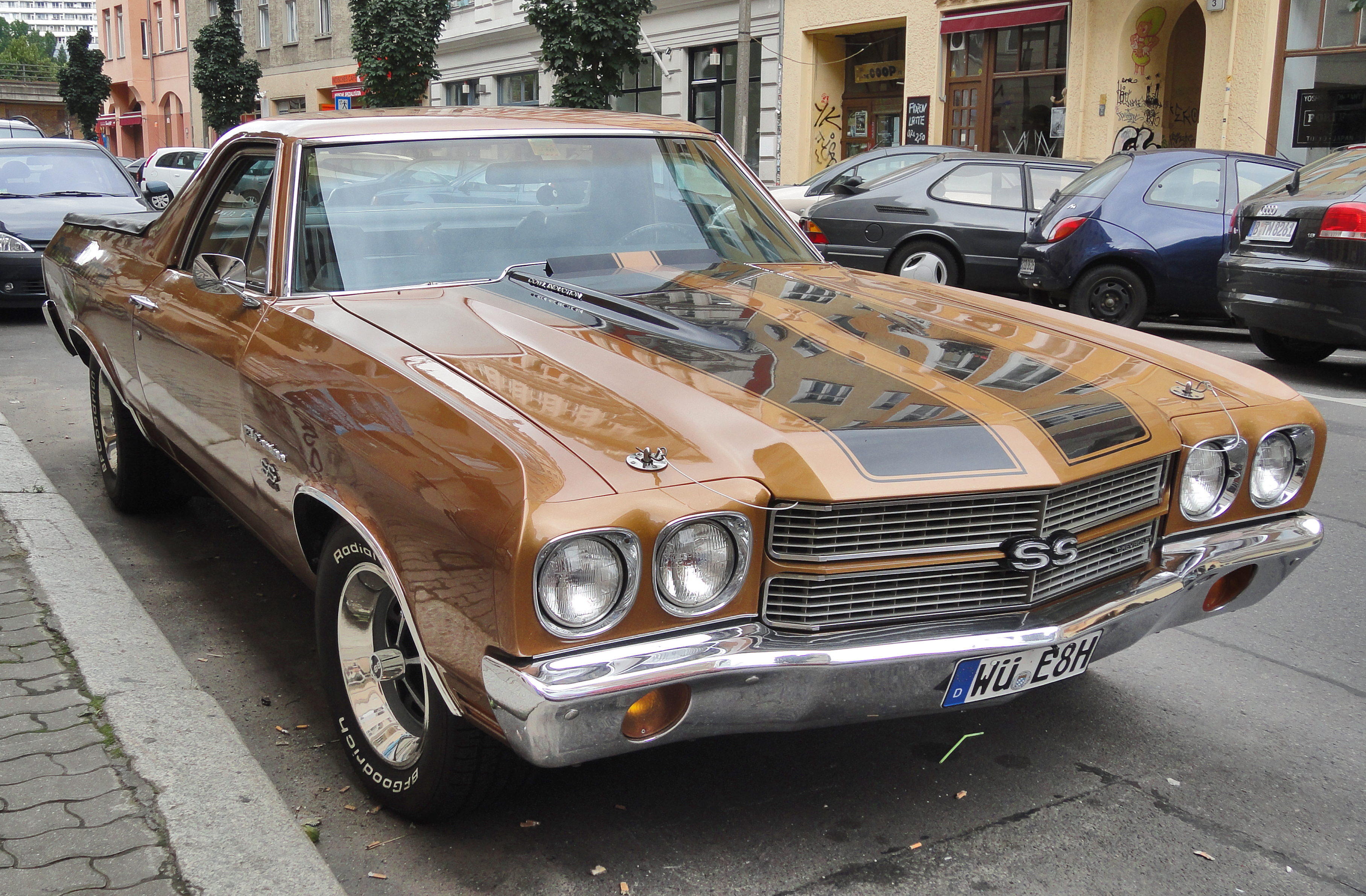
El Camino, modèle 1970.

Les modèles de 1970 ont reçu des révisions de tôle qui ont donné aux carrosseries une position plus carrée, et les intérieurs ont également été repensés. Le nouveau SS396, qui déplaçait en fait 6,6 L (bien que tous les emblèmes indiquent 396) était disponible. Le moteur de Chevrolet le plus grand et le plus puissant de l'époque a également été installé dans quelques El Camino. Le moteur LS6 454, évalué à 456 ch (336 kW) et 678 N m de couple, a donné au El Camino un temps du quart de mile (402 m) de plus de 13 secondes à environ 171 km/h[réf. nécessaire].

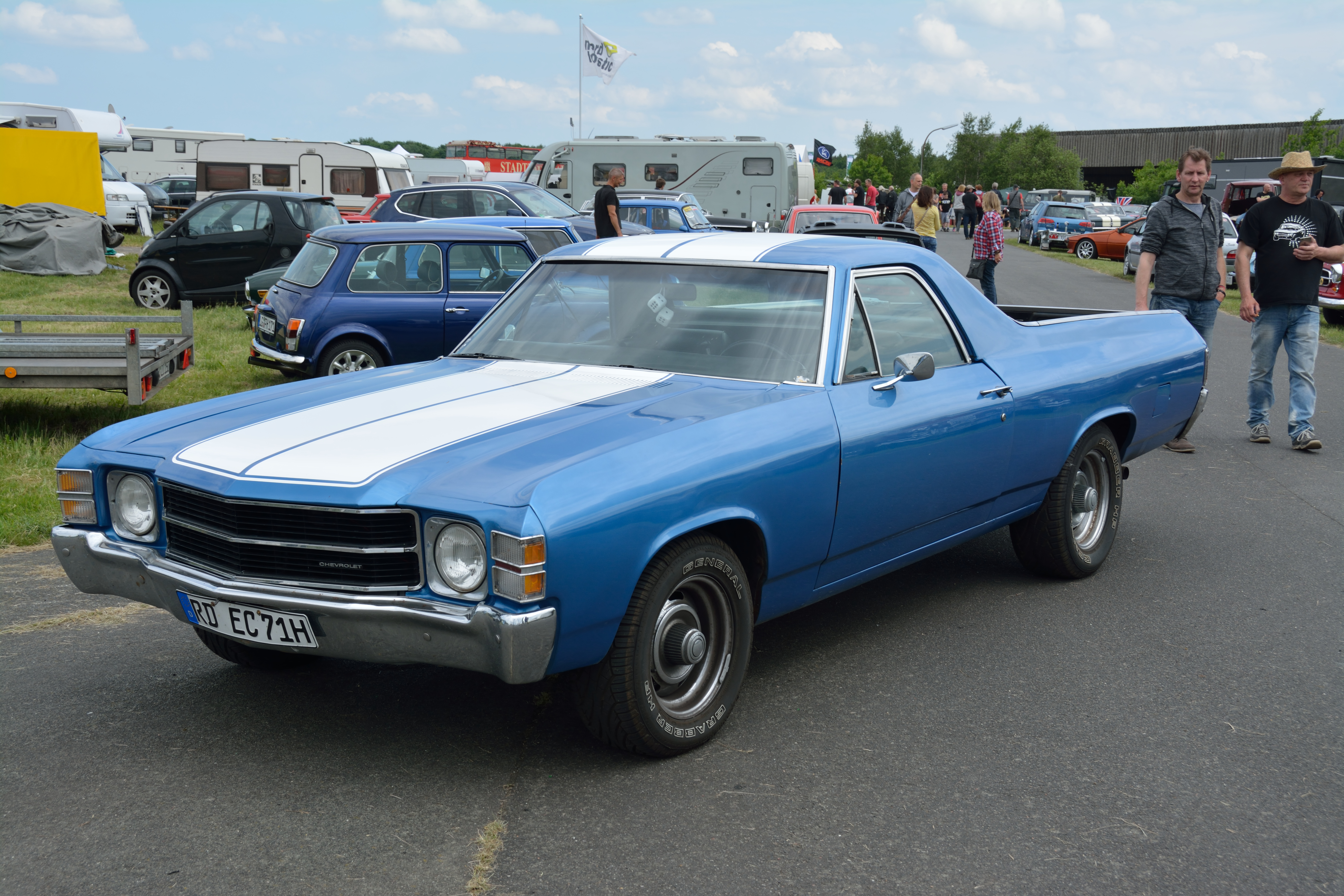
El Camino, modèle 1971.

L'El Camino de 1971 a obtenu un nouveau style avant (partagé à nouveau avec la Chevelle) qui comprenait de grands phares monoblocs Power-Beam, une calandre et un pare-chocs retravaillés et des feux de stationnement/de signalisation/de position intégrés. Pour 1971, le carburant sans plomb à indice d'octane inférieur obligatoire a nécessité une réduction de la compression du moteur, et le système A.I.R. de GM, une "pompe à smog", a été ajouté pour contrôler les émissions d'échappement. La puissance et les performances ont été réduites. Les offres de moteurs pour 1971 comprenaient le moteur six cylindres 250, des V8 petits bloc de 307 et 5 735 cm3 et des V8 gros bloc de 6 588 et 7 440 cm3. La puissance nominale de ces moteurs pour 1971 variait de 145 pour le six cylindres à 365 pour le LS5 RPO 454 - le tout en chiffres bruts. Le V8 LS6 454 était parti pour toujours[réf. nécessaire]. Un El Camino rebadgé, le GMC Sprint, a fait ses débuts en 1971. Il partage les mêmes offres de moteur et de transmission que son homologue Chevrolet.

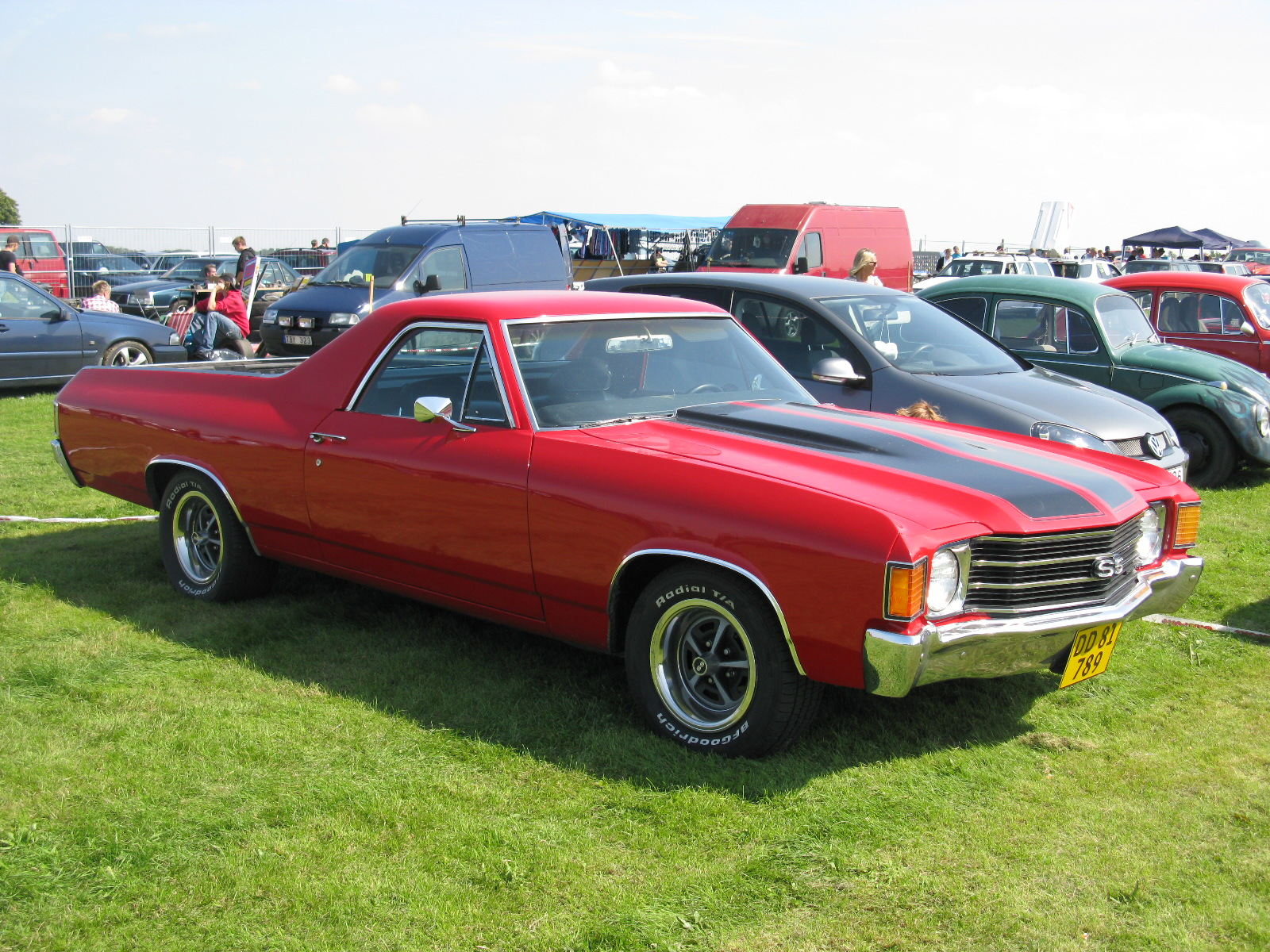
El Camino, modèle 1972.

Les El Camino de 1972 portaient des feux de stationnement et des feux de position latéraux sur leurs ailes avant, à l'extérieur d'une calandre à deux barres révisée, mais peu changé. Pour 1972, les mesures de puissance été converties aux valeurs "nettes" pour un véhicule avec tous les accessoires installées et les contrôles des émissions ont été raccordés. Les moteurs proposés comprenaient le six cylindres 250 de 112 ch (82 kW), un V8 307, des V8 gros bloc de 177 ch (130 kW) 5 735,658 8 et 7 440 cm3. Le moteur de 6 588 cm3 (toujours connu sous le nom de 396) produisait 243 ch (179 kW); le 454 réussi à produire 274 ch (201 kW) dans le cadre du système de tarification nette. La finition Super Sport peut désormais être commandé avec n'importe quel moteur V8, y compris la version de base de 5 031 cm3. Tous les El Camino de 1972 avec le moteur 454 ont un "W" comme cinquième chiffre du VIN, et le 454 n'était disponible qu'avec la finition Super Sport.
La première génération d'El Camino est une "muscles car". La voiture semble plus unifiée (au lieu de l'angle droit habituel formé par la cabine et la boîte, on trouve plutôt sur cette version un angle de quarante-cinq degrés stylisé) et le reste de la voiture est aussi plus courbe que l'ancienne génération.

### Quatrième génération (1973-1977)

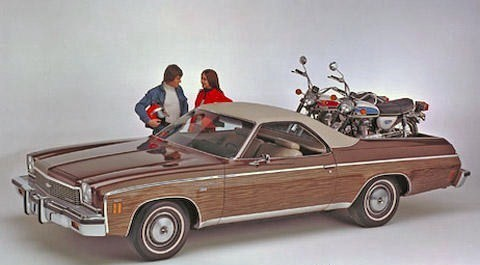
El Camino de quatrième génération, modèle 1973.

Pour 1973, l'El Camino a été repensé. Correspondant à la gamme Chevelle et utilisant le châssis du break, il s'agissait de la plus grande génération d'El Camino. Les pare-chocs avant hydrauliques à absorption d'énergie de ces véhicules ajouté plus de poids. Il y avait deux niveaux de finition différents d'El Camino pendant cette période. Le modèle de base et la finition SS partageaient les aménagements intérieurs et extérieurs avec la Chevelle Malibu, tandis que l'El Camino Classic (introduit en 1974) partageait ses garnitures avec la Chevelle Malibu Classic plus haut de gamme.
La conception du châssis était aussi nouvelle que les carrosseries avec une piste de roue avant et arrière plus large de 25 mm. La roue gauche été ajustée pour avoir une cambrure légèrement plus positive que la droite, ce qui entraîné une sensation de direction plus uniforme et stable sur les routes à milieu surélevé tout en maintenant une excellente stabilité de croisière sur l'autoroute. Les dégagements pour les ressorts hélicoïdaux ont également été améliorés pour une conduite plus fluide sur tous types de surfaces; les ressorts hélicoïdaux de chaque roue été sélectionnés par ordinateur pour correspondre au poids de la voiture. Les freins à disque avant étaient désormais de série sur tous les El Camino de 1973. Les nouvelles caractéristiques supplémentaires étaient un toit à double panneau acoustique, un verre plus serré, des poignées de porte extérieures de style encastré, une construction de siège entièrement en mousse moulée, un système de ventilation électrique à circulation, une ouverture intérieure du capot, un générateur Delcotron raffiné et une batterie latérale étanche, un réservoir de carburant plus grand de 83 litres et des panneaux de bas de caisse "affleurants et secs" introduits en premier sur les Chevrolet full-size redessinés de 1971. Les nouvelles options comprenaient des sièges baquets pivotants (avec le console central) et des roues Turbine I en uréthane (soutenues par de l'acier), tout comme le groupe d'instruments. Un avantage des nouvelles conceptions de carrosserie était une bien meilleure visibilité à laquelle les piliers de pare-brise inhabituellement minces ont contribué. Une amélioration structurelle été une conception plus solide pour les poutres latérales de garde de porte. Les El Camino partagés la vitre de porte sans cadre "Colonnade" avec d'autres Chevelle, et continuerait également cette fonctionnalité dans la prochaine génération.
Le V8 307 à 2 corps de 117 ch (86 kW) était le moteur de base. Les options comprenaient un V8 350 à 2 corps de 147 ch (108 kW), un V8 350 à 4 corps de 177 ch (130 kW) et un V8 454 à 4 corps de 248 ch (183 kW). Les sièges de soupapes de moteur durcis et les arbres à cames hydrauliques ont rendu ces moteurs fiables sur plusieurs kilomètres et leur ont permis d'accepter l'essence ordinaire sans plomb de plus en plus populaire. La transmission manuelle à trois vitesses était standard; Les transmissions manuelles à 4 vitesses et Turbo Hydra-Matic à 3 vitesses étaient facultatives. Les radiateurs à flux croisés et les réservoirs de liquide de refroidissement empêché la surchauffe.
Le SS, une option de finition, comprenait une calandre noire avec l'emblème SS, rayures latérales, moulures de toit lumineuses, doubles rétroviseurs sport de couleur assortie, barres stabilisatrices avant et arrière spéciales, roues de style rallye, pneus à lettres blanches relief 70-Series, instrumentation spéciale et emblèmes SS à l'intérieur. La finition SS était disponible avec un V8 350 ou 454 avec les transmissions 4 vitesses ou Turbo Hydra-Matic.

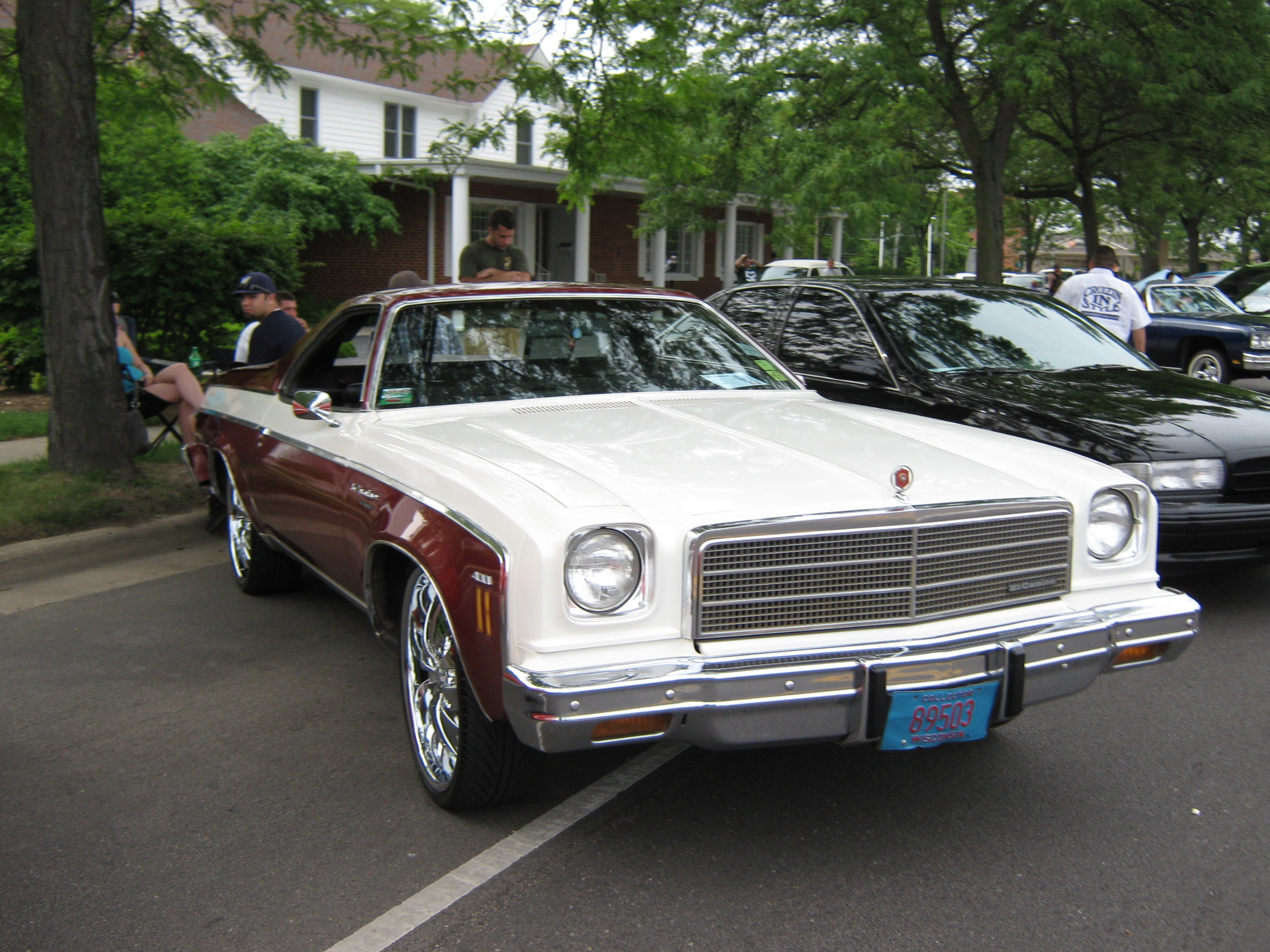
El Camino, modèle 1974.

Les El Camino de 1974 arboraient une calandre allongée de type Mercedes. À l'intérieur, le nouveau El Camino Classic haut de gamme présente des intérieurs luxueux avec des banquettes à hayon (ou des sièges baquets Strato en option) recouverts de tissu ou de vinyle, des panneaux de porte recouverts de moquette et des garnitures de tableau de bord en similibois. Le V8 350 est devenu le moteur de base et un moteur V8 400 était nouveau cette année. Le 454, le moteur le plus haut, était disponible avec la transmission automatique Turbo Hydra-Matic 400 ou manuelle à 4 vitesses.

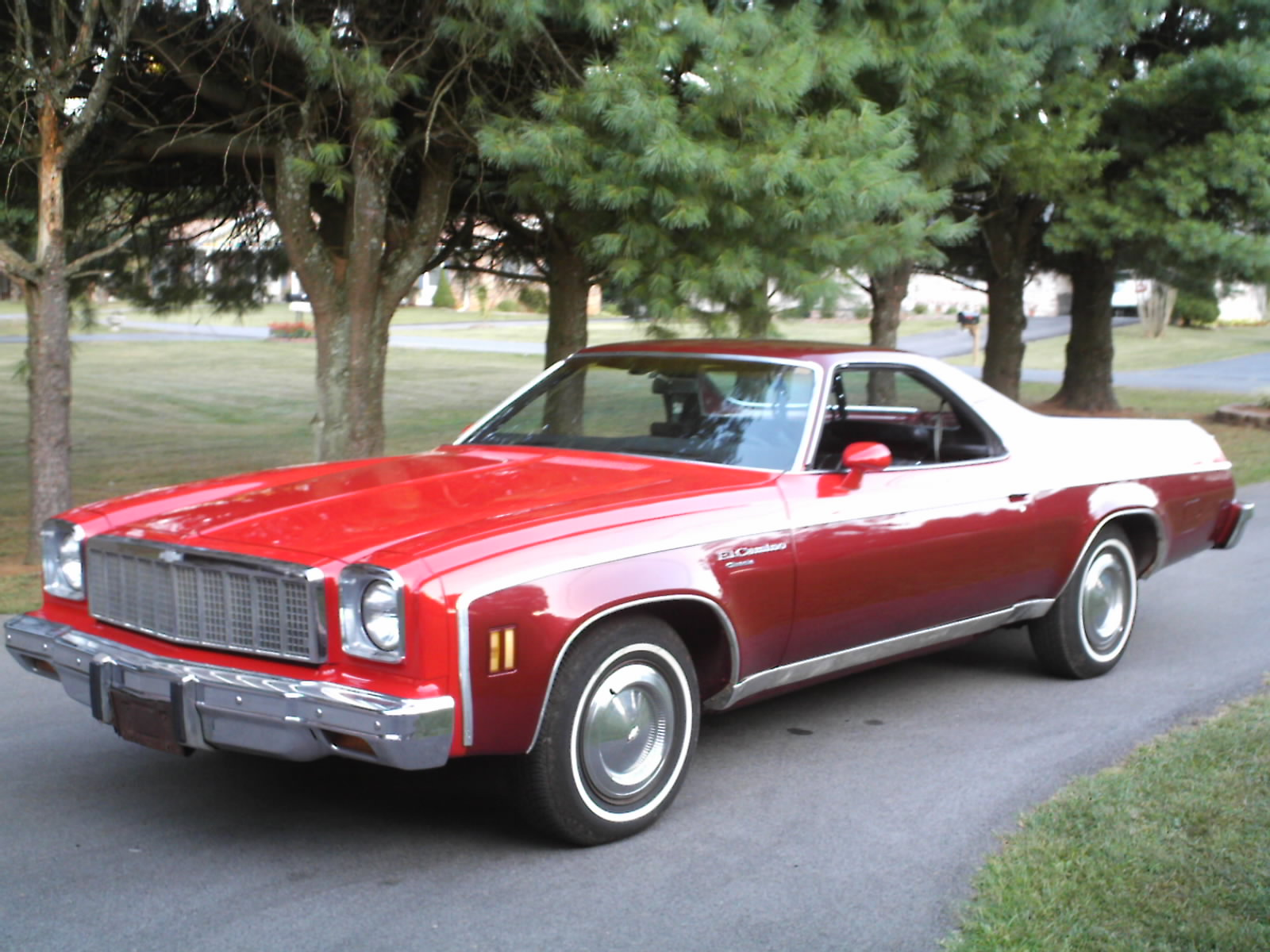
El Camino, modèle 1975.

Les modèles de 1975 présentés une nouvelle calandre, offrant une apparence fraîche. Les améliorations de la suspension offraient une conduite plus silencieuse et les pneus à plis radiaux sont devenus de série. Les double rétroviseurs à télécommande, les nouveaux rétroviseurs sport jumelés, les essuie-glaces intermittents et le régulateur de vitesse figurent parmi les nouvelles caractéristiques de confort cette année. Le High Energy Ignition (HEI) de 1975 fournissait une étincelle aux bougies d'allumage avec un minimum d'entretien et une puissance accrue. Le plus grand capuchon de distributeur fournissait également de meilleures performances à haut régime en diminuant la probabilité que l'étincelle se dirige vers la mauvaise borne. Le six cylindres en ligne de 4 097 cm3 de 106 ch (78 kW) été proposé comme moteur de base. Le V8 de 7 440 cm3, encore abaissé à 218 ch (160 kW), est entré en 1975 en tant qu'option de l'El Camino, mais ce serait sa dernière remise des gaz. Il n'était pas disponible en Californie et la transmission manuelle à quatre vitesses en option n'était plus proposé. Les acheteurs pouvaient désormais choisir une finition d'instruments Econominder qui comprenait une jauge à vide pour indiquer quand l'économie de carburant optimale était atteinte.

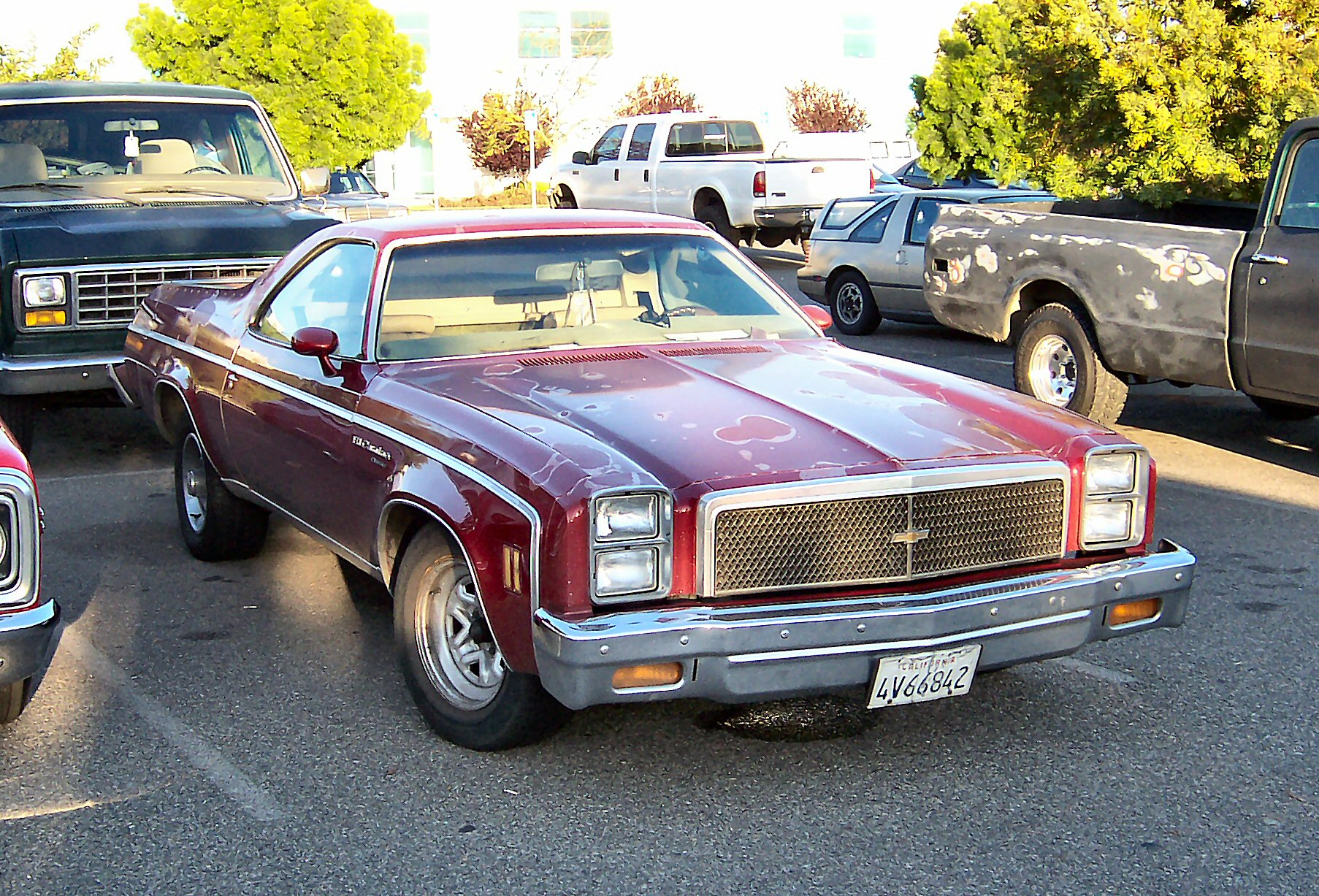
El Camino, modèle 1976.

Pour 1976, les modèles El Camino Classic présentaient désormais les nouveaux phares rectangulaires que d'autres voitures haut de gamme de GM arboraient. Il s'agissait d'unités quadruples disposées en superposition. Le modèle de base conservé les doubles phares ronds utilisés précédemment. Les moteurs comprenaient le moteur six cylindres en ligne 250 de base, un nouveau V8 de 142 ch (104 kW) de 3 998 cm3, des 350 à deux et quatre corps (dont la disponibilité de livraison dépend toujours en Californie), et le V8 de 6 555 cm3, toujours bon pour 177 ch (130 kW). Tous les moteurs, à l'exception du six cylindres en ligne 250, étaient équipés de la transmission automatique Turbo Hydra-matic comme seule transmission disponible. Le six cylindres en ligne 250 était livré avec une boîte manuelle à 3 vitesses ou un Turbo Hydra-matic en option.

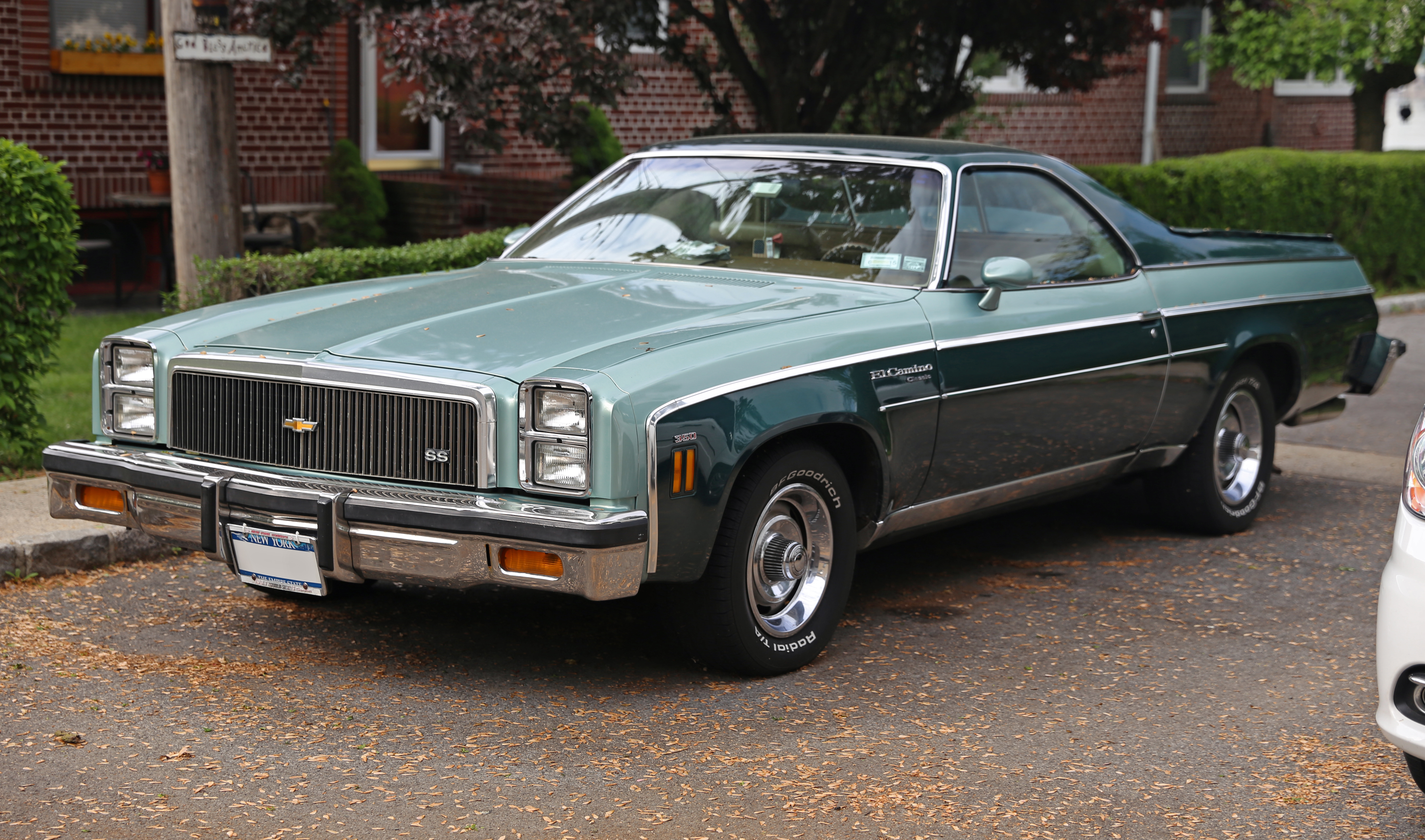
El Camino, modèle 1977.

Les modèles de 1977 ont peu changé, sauf le V8 400. L'El Camino Classic était à nouveau le modèle haut de gamme et la finition SS a continué.
Plus sportives que toutes les autres générations, ces El Camino sont plus appréciées pour leur côté performance que pour leur côté pratique (le coffre étant un peu plus exigu que sur les anciens modèles).

### Cinquième génération (1978-1987)

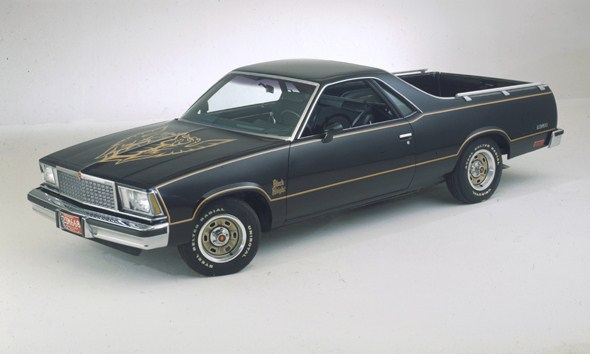
El Camino de cinquième génération, modèle 1978.

Les El Camino de 1978 à 1987 étaient produits en quatre niveaux de finition: Classic, Black Knight (1978)/Royal Knight (1979-1983), Conquista et Super Sport, avec des composants de châssis partagés avec la Chevrolet Malibu. Les moteurs V6 Chevrolet 90° et V6 Buick ont été utilisés pour la première fois. Le V8 petit bloc de 4 998 en option était évalué à 152 ou 167 ch (112 ou 123 kW), et de 1982 à 1984, le moteur Diesel d'origine Oldsmobile était également en option.
Un nouveau El Camino a été dévoilé en 1978, adoptant le nouveau style plus tranchant de la Malibu et un empattement plus long d'un pouce de 2 972 mm. La tôle et les portes avant étaient partagées avec la Malibu, le hayon et le pare-chocs arrière étaient partagés avec la familiale Malibu. Pour la première fois, cependant, l'El Camino avait un châssis unique - il n'était partagé avec aucune autre Chevrolet. L'avant comportait un nouveau design de phare rectangulaire unique. Le moteur de base était un V6 de 3 277 cm3 développant 96 ch (71 kW), sauf en Californie où, pour répondre aux normes d'émissions, le moteur Buick de 3 785 cm3 était le moteur de base. Deux mises à niveau pouvaient être commandées: un V8 de 4 998 cm3 avec 147 ch (108 kW), ou un V8 de 5 735 cm3 avec 172 ch (127 kW) qui n'était disponible que dans les El Camino et breaks Malibu. Il n'était pas disponible sur les voitures de tourisme Malibu (à l'exception des véhicules de police berline 9C1 et des coupés Malibu). Parmi les marques GM, du moins, l'ère de la grandeur disparaissait dans l'histoire, dépassée par une nouvelle ère d'efficacité et d'économie.
Le modèle de 1979 a subi des changements minimes après ses débuts en tant que modèle de "nouvelle taille", redessiné en 1978. Les modifications apportées à l'El Camino de 1979 équivalant à un peu plus qu'une nouvelle calandre divisée. Cependant, un V8 "petit bloc" de 4 375 cm3 a rejoint la liste des options et a été réparti entre le V6 standard de 3,3 litres et le V8 à quatre corps de 5,0 litres en option. Le V8 de 5 735 cm3 développant 172 ch (127 kW) était à nouveau disponible. Les transmissions manuelles à trois et quatre vitesses étaient équipées de changement de vitesse au plancher.
L'El Camino de 1980 a commencé les années 1980 avec peu de changements, bien que les choix de moteur aient été légèrement modifiés. Le V6 de base déplacé 3 753 cm3, contre 200 l'année précédente. La puissance est passée de 95 à 117 ch (70 à 86 kW). En option, un nouveau V8 de 4 375 cm3 avec 127 ch (93 kW) et un V8 305, maintenant avec 157 ch (116 kW) (en baisse de 5 ch). Le 350 de 172 ch (127 kW) offert en 1979 a été abandonné. Une boîte manuelle à trois vitesses avec changement de vitesse au sol était de série, mais la plupart bénéficiaient de la transmission automatique à trois vitesses en option.

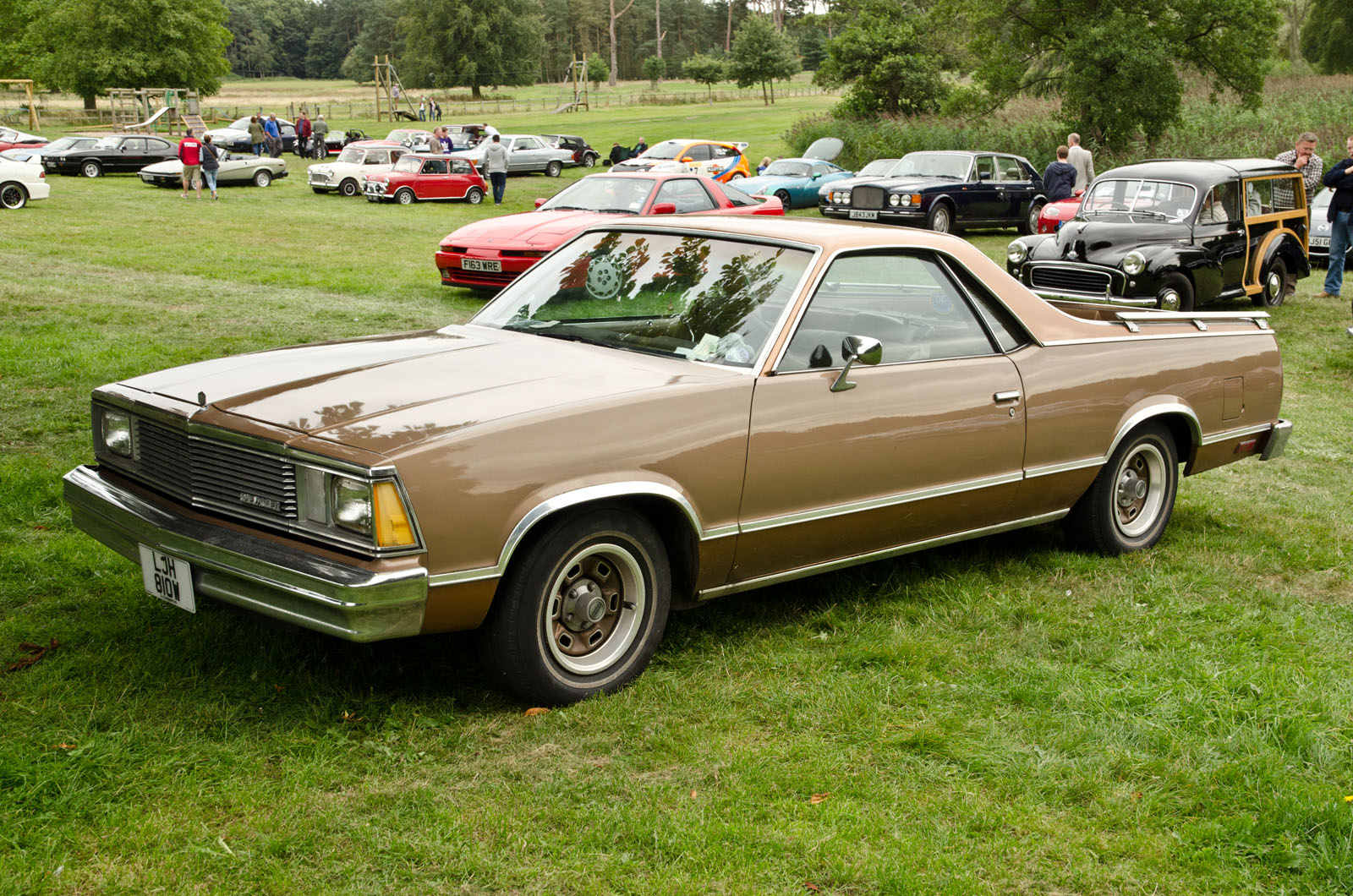
El Camino, modèle 1981.

Les modèles de 1981 ont reçu une nouvelle calandre tubulaire horizontale. Les moteurs de 1981 ont continué pour la plupart comme ceux de 1980, mais utilisent désormais le système d'émission Computer Command Control (CCC) de GM. Le V6 de base de 3 753 cm3 produisait 112 ch (82 kW) (contre 117 ch (86 kW)), tout comme le V6 Buick de Californie de 3 785 cm3 seulement. Les moteurs en option étaient le V8 de 4 375 cm3 avec 117 ch (86 kW) et Le V8 de 4 998 cm3, maintenant avec 152 ch (112 kW). La transmission automatique à trois vitesses ajouté un convertisseur de couple de verrouillage pour faciliter le kilométrage sur l'autoroute.
Dernière génération d'El Camino. Un certain retour en arrière est opéré : le coffre est énorme comparé à l'ancienne génération et le devant est très anonyme, digne de n'importe quel avant de Chevrolet de l'époque. Elle est visible dans Stylo de Gorillaz.

#### 1982

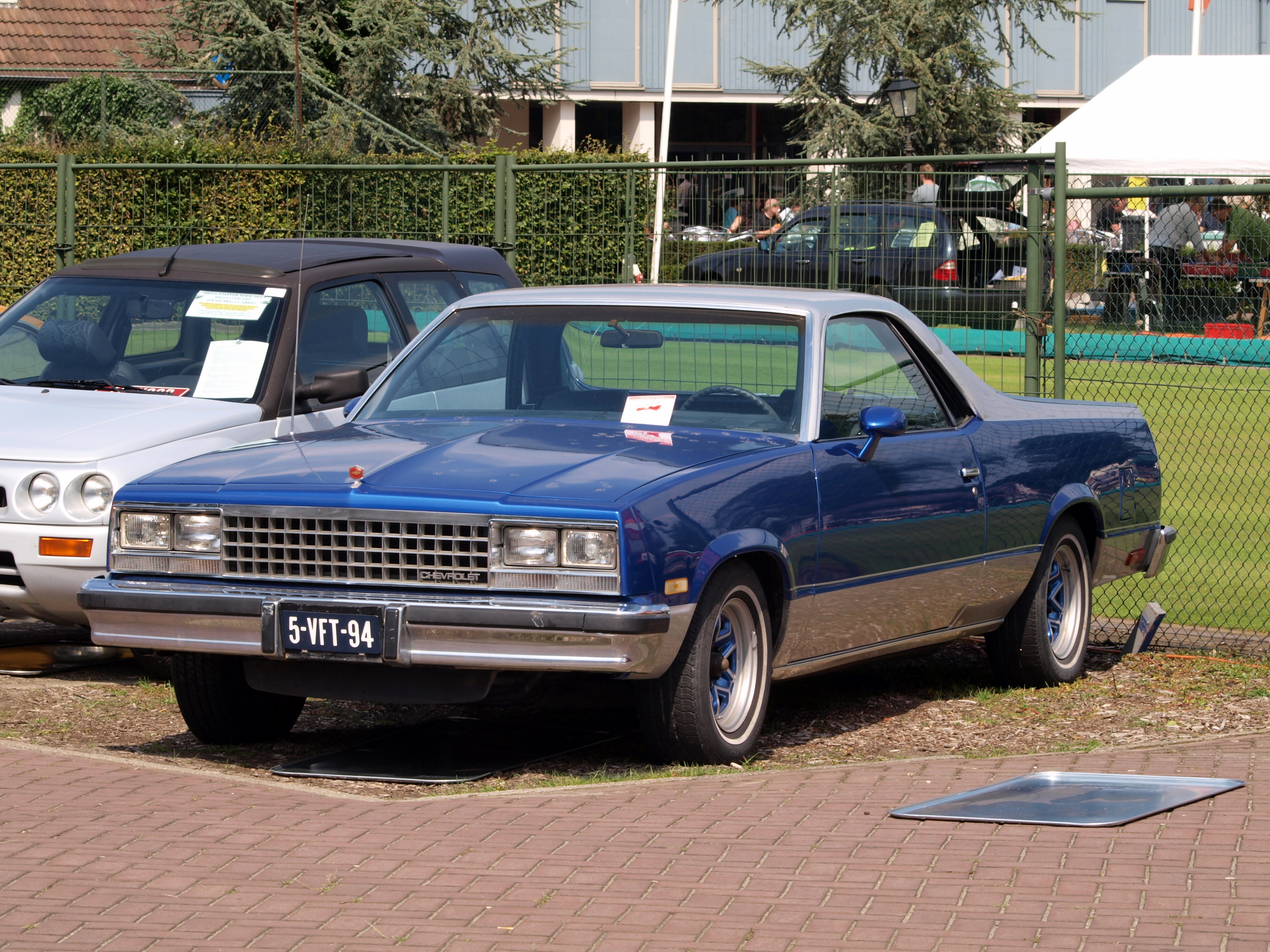
El Camino, modèle 1982.

Les El Camino de 1982 (jusqu'aux dernières de 1987) arboraient une nouvelle apparence frontale avec une calandre hachurée flanquée de quatre phares rectangulaires. Nouveau sous le capot pour 1982 était un V8 diesel de 5 735 cm3 de 106 ch (78 kW), qui étaient également offerts dans les voitures full-size de Chevrolet. Bien que le kilométrage avec le diesel soit louable, c'était une option coûteuse et finirait par accumuler un record lamentable de réparation. Les choix de moteurs essence sont restés inchangés, sauf que le V6 Chevrolet de 3 753 cm3 était désormais de série dans les voitures destinées à la Californie, remplaçant le V6 Buick de 3 785 cm3.
En 1983, le V8 de 4,4 litres avait disparu, laissant la version de 5,0 litres comme seul V8 essence en option. Le moteur standard était à nouveau le V6 Chevrolet de 3,8 litres avec 112 ch (82 kW), bien que les voitures californiennes, une fois de plus, aient obtenu un V6 Buick avec des spécifications similaires. Le V8 Diesel de 5,7 litres développait 106 ch (78 kW). La berline et le break Malibu ont été abandonnés après l'année modèle 1983.
L'El Camino SS de 1983-1987 été proposé en tant que conversion (complétée par Choo-Choo Customs Inc., de Chattanooga, Tennessee) pour inclure une partie avant aérodynamique similaire à la Monte Carlo SS, mais n'a pas reçu la finition de moteur L69.

#### 1985-1987

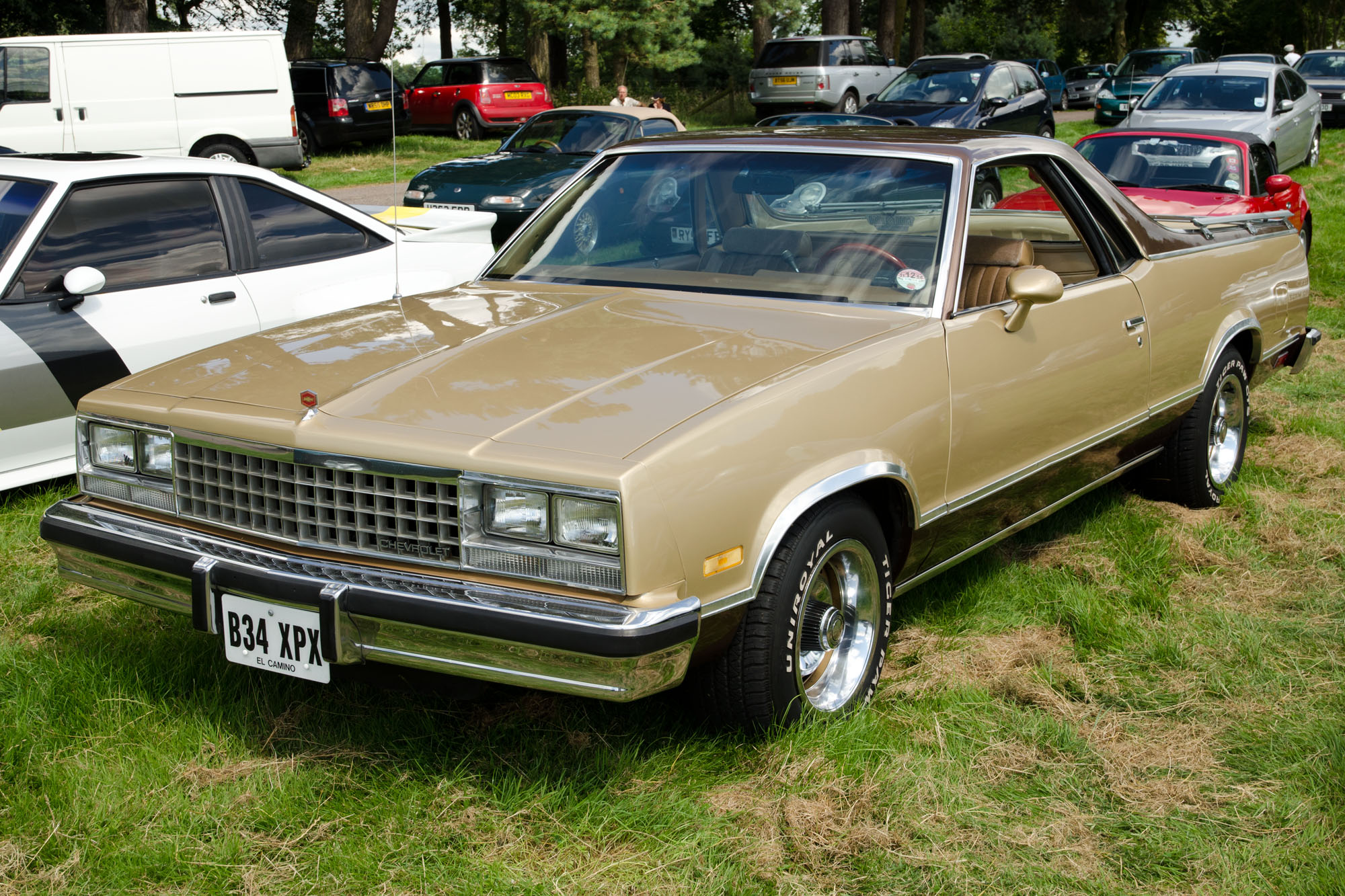
El Camino, modèle 1985.

GM a transféré la production d'El Camino au Mexique, et le nouveau V6 de 4,3 L à injection de carburant est devenu le moteur de base jusqu'en 1987. La production d'El Camino s'est terminée tranquillement fin 1987. Certains modèles de l'année 1987 (420 El Camino et 325 GMC Caballero) sont répertoriées aux livraisons au détail comme voitures neuves au cours de l'année civile 1988 en fonction de leur date de première vente au détail. Une spéculation dans les forums en ligne indique que le modèle 3GCCW80H2HS915586 "peut" être le véhicule final. Le GM Media Archive/Heritage Center a confirmé qu'aucun El Camino ou Caballero de 1988 n'a été produit.

## Afrique du Sud

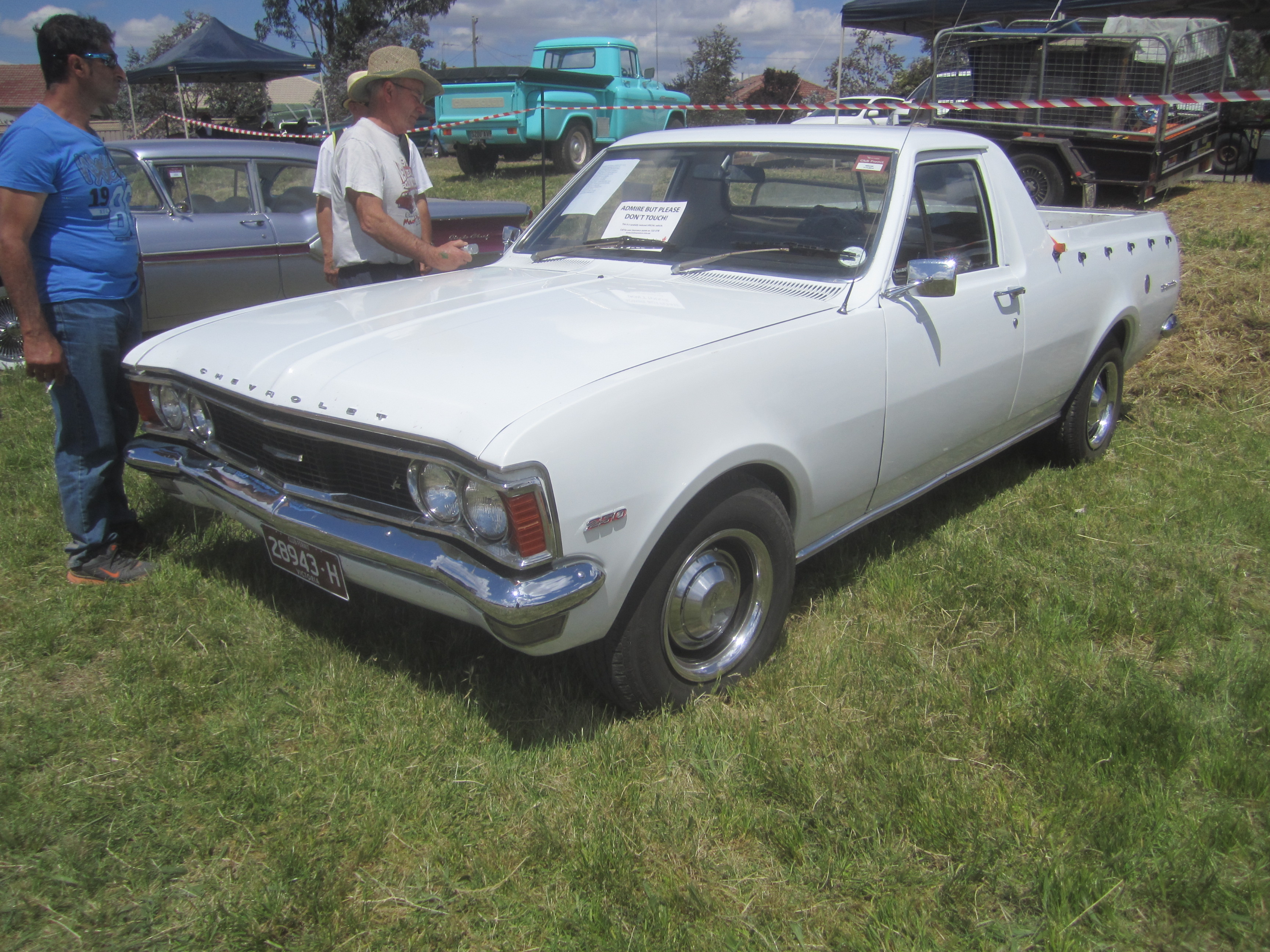
Chevrolet El Camino d'Afrique du Sud (1969).

Une gamme de modèles Chevrolet, basée sur l'Holden HK, a été introduite sur le marché sud-africain en 1969. Une version utilitaire coupé a été lancée en 1971 sous le nom de Chevrolet El Camino et a été offert avec des moteurs Holden six cylindres 186 et V8 308 importés. Une version du dernier utilitaire Holden HQ a été commercialisée en Afrique du Sud sous le nom de Chevrolet El Camino AQ,. Un El Camino AJ revisité a été lancé en 1976 et la production a cessé en 1978.

## Véhicules conceptuels
En 1974, la division sœur de Chevrolet, Pontiac, aurait pris une carrosserie d'El Camino, y a greffé l'extrémité avant au nez en uréthane de sa série Grand Am (GA), y a ajouté le tableau de bord de la GA, des sièges baquets Strato inclinables avec support lombaire réglable ainsi que les roues Rally II de Pontiac. Il s'agissait d'un exercice de style pour une éventuelle version Pontiac de l'El Camino; le concept n'a jamais atteint la production.
En 1992, GM a dévoilé un concept El Camino, essentiellement une variante pick-up de la Chevrolet Lumina Z34. Le concept a reçu des critiques mitigées, principalement négatives, principalement en raison de la disposition traction avant des roues.
Au cours de l'année modèle 1995, GM avait un concept El Camino basé sur le break Caprice full-size utilisant la calandre d'une Impala SS de 1994-1996; ce concept était destiné à la production, mais a été abandonné lorsque GM a décidé d'arrêter la gamme de voitures à plateforme B fin 1996[réf. nécessaire].
La Pontiac G8 ST a été présentée au Salon international de l'auto de New York en mars 2008. Basé sur l'Holden Commodore Ute, il partageait la plate-forme de la G8 avec une caisse de 1 900 mm. Le Sport Truck avait le même V8 de 6,0 litres de 366 ch (269 kW) utilisé dans la G8 GT, ainsi que le V6 de 3,6 litres de 304 ch (224 kW) à injection directe. Le G8 ST devait être publié en tant que modèle de 2010, mais en janvier 2009, GM a annoncé aux concessionnaires que le G8 ST avait été annulé en raison de compressions budgétaires et d'une restructuration. En 2011, GM a de nouveau envisagé de ramener l'El Camino sous la marque Chevrolet dès 2015.